# Enyalioides dickinsoni
Enyalioides dickinsoni — вид ігуаноподібних ящірок родини шипохвостих ігуан (Hoplocercidae). Ендемік Перу. Описаний у 2024 році. Вид названий на честь британського рок-музиканта Брюса Дікінсона.

## Поширення і екологія
Enyalioides dickinsoni мешкають в горах Кордильєра-де-Колан в регіоні Амазонас на півночі Перу. Вони живуть у вологих тропічних лісах.